# Dicranomyia chlorella
Dicranomyia chlorella är en tvåvingeart som först beskrevs av Alexander 1978.  Dicranomyia chlorella ingår i släktet Dicranomyia och familjen småharkrankar. Inga underarter finns listade i Catalogue of Life.